# Lamarquismo

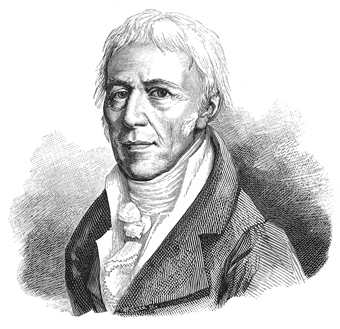
Retrato de Jean-Baptiste Lamarck

O lamarquismo ou lamarckismo foi uma teoria proposta e criada no século XIX pelo biólogo francês Jean-Baptiste Lamarck para explicar a evolução das espécies. Lamarck acreditava que mudanças no ambiente causavam mudanças nas necessidades dos organismos que ali viviam, causando mudanças no seu comportamento. O lamarquismo baseia-se em duas leis, descritas por Lamarck no livro Philosophie zoologique:
- "Primeira Lei":  Uso e Desuso – órgãos utilizados constantemente tendem a se desenvolver, enquanto órgãos inutilizados podem sofrer atrofia; a necessidade dos seres vivos se adaptarem às condições ambientais ditaria um uso ou um desuso de certos órgãos, o que conduziria ao seu desenvolvimento ou à sua atrofia
- "Segunda Lei": Transmissão dos caracteres adquiridos – as características do uso e desuso seriam herdadas por gerações seguintes, por exemplo: uma girafa precisa esticar o pescoço para alcançar as folhas das árvores, o seu pescoço cresce e os seus descendentes nascem já com o pescoço mais comprido. As modificações que se produzem nos indivíduos ao longo da sua vida e que lhes permite uma melhor adaptação ao meio, são hereditárias passando de geração em geração, originando mudanças morfológicas no conjunto da população. (hoje sabe-se que não acontece deste modo pois só as características, modificações ou mutações ocorridas nos genes dos cromossomas é que são transmissíveis á descendência segundo o conhecimento que se têm de Genética hoje em dia. No tempo de Lamarck não existiam conhecimentos de genética.)

Principais causas da evolução dos seres vivos: o ambiente e a necessidade dos indivíduos.

## Teoria
Lamarck começou a publicar detalhes da sua teoria em 1801. Ele acreditava que uma mudança no ambiente fazia com que as necessidades dos organismos também mudassem, causando uma alteração no comportamento daquele organismo. Não somente a esse, mas que essa mudança poderia ser transmitida ao seu descendente.
Estas alterações comportamentais faziam com que determinada estrutura ou órgão fosse mais ou menos usado. O uso causaria o aumento de tamanho das estruturas, enquanto o desuso causaria a diminuição ou atrofiamento das estruturas, ocasionando o desenvolvimento ou desaparecimento dessas. Lamarck chamou de Primeira Lei a esta regra. A Segunda Lei afirma que todas estas mudanças são hereditárias.
O mecanismo proposto por Lamarck e Darwin possuí uma diferença muito sútil, enquanto Lamarck acreditava que a mudança evolutiva acontecia durante a vida, Darwin acreditava que o meio influenciava a variação genética dos indivíduos, mas a evolução só acontecia de uma geração para a outra. Tal como Darwin, Lamarck cita a variedade de animais e plantas produzidos sob a influência do homem; órgãos vestigiais; e a presença de estruturas embriónicas que não estão.
A teoria de Lamarck era bastante semelhante à proposta por Erasmus Darwin, avô de Charles, embora aparentemente nenhum dos dois tenha conhecido o trabalho do outro. A genética mendeliana, redescoberta no início do século XX, veio refutar a hereditariedade lamarckiana.
Atualmente, novas descobertas sobre epigenética aparentam revelar a existência de mecanismos "lamarckianos" na regulação da expressão génica, embora Lamarck nunca tenha proposto estes mecanismos em concreto. A expressão genética é regulada pelo epigenoma, que por sua vez responde a inúmeros fatores como alimentação e fatores ambientais. Parte do epigenoma pode ser transmitido aos descendentes, mas a maioria das posições metiladas voltam ao seu estado inicial nas células germinativas.
Resumindo a sua teoria, em resposta às solicitações do meio, os organismos adquirem ou perdem certas características e essas alterações são transmitidas à descendência.

## Mecanismos com semelhanças em relação ao lamarquismo
Estudos no campo da epigenética, genética e hipermutação somática destacaram a possível herança de características adquiridas pela geração anterior. No entanto, a caracterização dessas descobertas como lamarquismo não é consensual.

### Herança epigenética transgeracional

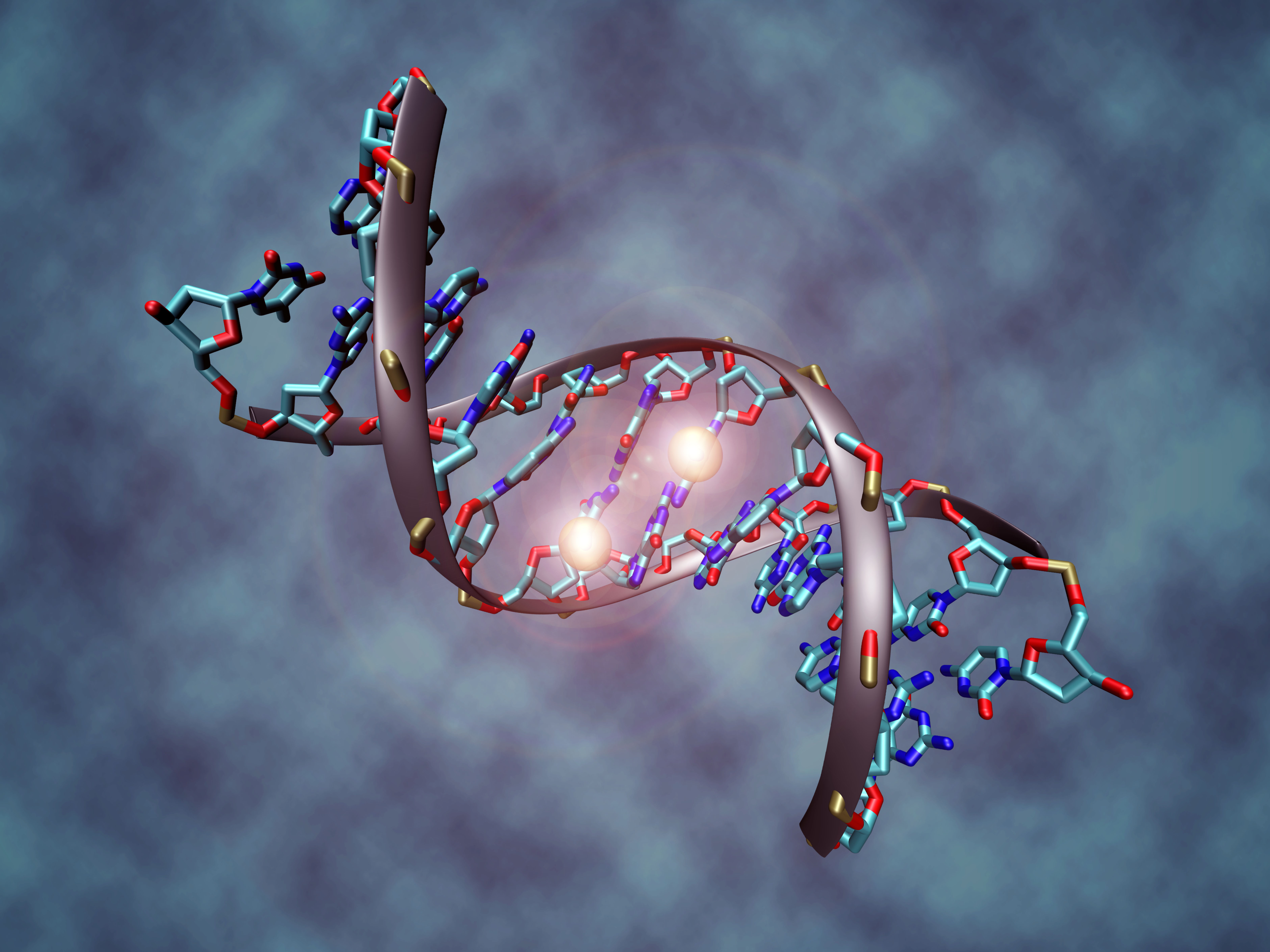
Molécula de DNA com marcadores epigeneticos, causados pela metilação do DNA, e causando o padrão de herança neo-Lamarquiano em algumas gerações.

Cientistas como Eva Jablonka e Marion J. Lamb defendem que a Herança epigenética é um processo lamarckiano.  A herança epigenética deve-se à passagem de elementos hereditários que não genes, através de células germinativas. Estes incluem padrões de metilação no DNA e marcas de cromatina, em proteínas histonicas, ambos envolvidas na regulação do gene. Esses marcadores respondem a estímulos ambientais, afetam diferencialmente a expressão génica e são adaptativas, causando mudanças em características com plasticidade fenótipica que podem persistir por algumas gerações. O mecanismo também pode permitir a herança de características comportamentais, por exemplo em galinhas, ratos e populações humanas que passaram por períodos de fome. Nestas populações, verificam-se metilações de DNA que resultam em alterações do funcionamento dos genes, quer nos indivíduos que passaram pelo período de fome, quer nos seus descendentes. A metilação é também responsável por herança epigenética de algumas características em plantas como o arroz. Moléculas de pequeno ARN nuclear podem também mediar a resistância hereditária a infeções. . Handel e Romagopalan sugerem que "a epigenética permite a coexistência pacífica da evolução darwiniana e lamarquiana". Em 2013, Joseph Springer and Dennis Holley afirmam:
Lamarck e as suas ideias foram ridicularizados e desacreditados. Numa reviravolta histórica, Lamarck pode rir por último. A epigenética, uma área de investigação emergente da genética, demonstrou que Lamarck pode ter estado sempre, pelo menos parcialmente, correto. Parece que mudanças hereditárias e reversiveis podem ocorrer sem que ocorra alteração na sequência de DNA (genótipo) e que estas mudanças podem ser induzidas espontâneamente ou em resposta a fatores ambientais - os "caracteres adquiridos" de Lamarck. Determinar que fenótipos observáveis são geneticamente hereditários e quais são induzidos pelo ambiente contínua a ser atualmente uma importante tarefa da genética, biologica do desenvolvimento e medicina.
O sistema CRISPR procariótico e o RNA de interação com Piwi podem ser classificados como lamarquianos, dentro de um quadro teórico darwiniano. No entanto, o significado da epigenética para a evolução é incerto. Críticos como o biólogo evolutivo Jerry Coyne sugerem que, uma vez que a herança epigenética dura apenas algumas gerações, não é uma base estável para a mudança evolutiva.

O contestado [136] mecanismo neo-lamarckiano de Edward J. Steele envolve hipermutação somática e transcrição reversa por um retrovírus para romper a barreira de Weismann para o DNA da linha germinativa.

O Biólogo evolutivo T. Ryan Gregory afirma que a herança epigenética não deve ser considerada lamarquiana. De acordo com Gregory, Lamarck não afirmou que o meio ambiente afetava diretamente os seres vivos. Em vez disso, Lamarck "argumentou que o ambiente gera necessidades às quais os organismos respondem usando algumas características mais e outras menos, o que faz com que essas características sejam acentuadas ou atenuadas, sendo essa diferença herdada pela prole." Gregory afirma que a evolução na epigenética assemelha-se mais à visão de Darwin do que à de Lamarck.
Em 2007, David Haig escreveu que a investigação em processos epigenéticos permite um elemento lamarquiano na evolução, mas os processos não desafiam os princípios principais da síntese evolutiva moderna como os lamarquianos modernos afirmam. Haig defende a primazia do DNA e a evolução dos interruptores epigenéticos por seleção natural. Haig escreveu que há uma "atração visceral" do público e de alguns cientistas pela evolução lamarquiana, uma vez que apresenta o mundo com um significado, no qual os organismos podem moldar seu próprio destino evolutivo.
Thomas Dickens e Qazi Rahman (2012) argumentam que os mecanismos epigenéticos, como a metilação do DNA e a modificação das histonas, são herdados geneticamente sob o controle da seleção natural e não desafiam a síntese moderna. Eles contestam as alegações de Jablonka e Lamb sobre os processos epigenéticos lamarquianos.
Em 2015, Khursheed Iqbal e colegas descobriram que, embora "disruptores endócrinos exerçam efeitos epigenéticos diretos nas células germinativas fetais expostas, eles são corrigidos por eventos de reprogramação nas gerações." Também em 2015, Adam Weiss argumentou que trazer de volta Lamarck no contexto da epigenética é enganoso, comentando: "Devemos lembrar Lamarck pelas suas contribuições para a ciência e não por coisas que se assemelham a sua teoria apenas superficialmente. Na verdade, pensar em CRISPR e outros fenômenos como Lamarquiano apenas obscurece a forma simples e elegante como a evolução funciona."